# Estación de Arnés-Lledó
Arnés-Lledó fue una estación ferroviaria situada en el municipio español de Horta de San Juan, en la provincia de Tarragona, cerca de las localidades de Arnés y Lledó. Pertenecía al ferrocarril del Val de Zafán, que estuvo operativo entre 1942 y 1973. En la actualidad la estación se encuentra fuera de servicio, si bien el conjunto ferroviario ha sido incorporado a la Vía verde de la Tierra Alta.

## Situación ferroviaria
Las instalaciones ferroviarias se encontraban situadas en el punto kilométrico 79,337 de la línea férrea de ancho ibérico La Puebla de Híjar-Tortosa, a 430 metros de altitud sobre el nivel de mar.

## Historia
Los proyectos para la construcción del llamado ferrocarril del Val de Zafán datan del siglo XIX, si bien las obras de la sección comprendida entre Alcañiz y Tortosa no se pusieron en marcha hasta la década de 1920. En junio de 1938, en plena Guerra Civil, el ferrocarril llegó hasta Pinell de Bray. Al año siguiente comenzarían a operar los servicios regulares de pasajeros entre Alcañiz y Bot. El tramo restante hasta Tortosa fue completado en septiembre de 1941, entrando en servicio toda la línea al año siguiente. Para entonces la estación de Horta de San Juan, al igual que la línea férrea, había pasado a manos de la recién creada RENFE. Afrontando una fuerte decadencia, en 1973 la línea fue clausurada al tráfico por RENFE, siendo levantadas las vías en 1995. Años después el entorno de la estación fue rehabilitado e incorporado al trazado de la Vía verde de la Tierra Alta.

## Instalaciones
La estación contaba con un edificio de viajeros, un muelle de carga y una playa de cuatro vías —una pasante, dos de apartadero y una vía muerta—. Arnés-Lledó estaba llamada a ser una de las estaciones más importantes de la línea, pues según el proyecto original estaba previsto que contase con un pequeño depósito de locomotoras —que incluía cocheras cubiertas y una placa giratoria para girar las locomotoras de vapor—. Aunque llegaron a construirse las instalaciones, nunca se instaló el puente giratorio ni llegó a emplearse el depósito.